# L'Homme qui tua Liberty Valance
Pour plus de détails, voir Fiche technique et Distribution.
L'Homme qui tua Liberty Valance (The Man Who Shot Liberty Valance) est un film américain en noir et blanc réalisé par John Ford, sorti en 1962. Le scénario, écrit par James Warner Bellah (en) et Willis Goldbeck, est adapté d'une nouvelle de Dorothy M. Johnson.

## Synopsis
En 1910, le sénateur Stoddard et sa femme Hallie, un couple âgé, reviennent à Shinbone, dans l'Ouest, pour l'enterrement de Tom Doniphon. Le journaliste local, intrigué, interroge le sénateur sur sa présence aux obsèques d'un cow-boy inconnu. Stoddard, d'abord réticent, finit par accepter de lui expliquer. Il évoque l'époque une vingtaine d'années plus tôt où, fraîchement diplômé en droit, il débarqua avec l'idéal d'apporter la légalité dans l'Ouest.
À l'époque, peu avant son arrivée à Shinbone, sa diligence est attaquée par une bande de hors-la-loi. Stoddard est dévalisé et sauvagement frappé par leur chef qui le laisse pour mort. Tom Doniphon le trouve, lui apprend le nom de son agresseur : Liberty Valance, un bandit de notoriété publique, et le dépose dans le saloon tenu par la jeune Hallie (son amour secret) et ses parents. Stoddard, encore faible, parle de faire arrêter Valance, ce qui provoque les sarcasmes de Doniphon : à Shinbone, c'est la loi des armes qui prévaut. Stoddard n'obtient pas plus le soutien du shérif Appleyard, couard notable.
En échange de son travail au restaurant, il est logé par Hallie et ses parents. Lorsque Valance le provoque, c'est Doniphon aidé de « Pompey » qui le défendent, lui prouvant par là que seul le revolver peut protéger un homme. Stoddard refuse pourtant de renoncer à la voie légale. Il enseigne la lecture et l'écriture, notamment à Hallie qui était illettrée, et donne des rudiments d'éducation civique aux enfants tout en s'entraînant secrètement et maladroitement au tir avec un vieux revolver. Stoddard est devenu l'ami de Peabody, le journaliste de Shinbone, qui dénonce la volonté des grands propriétaires de bétail de maintenir le territoire en parcours ouvert, ce qui empêche le développement de la ville. Les grands propriétaires ont de plus engagé Liberty Valance, qui n'hésite pas à s'attaquer aux fermiers isolés pour servir leurs intérêts. La solution serait de faire entrer le territoire dans l'Union et, justement, l'élection des représentants pour la Convention va avoir lieu. Le jour de l'élection, Doniphon refuse d'être candidat et, malgré les tentatives d'intimidation de Valance, ce sont Peabody et Stoddard qui sont élus aux dépens de Valance. Ce dernier, furieux, somme Stoddard de quitter la ville ou de l'affronter en duel le soir même.
Peabody, qui vient de rédiger un article sur la défaite de Valance, est passé à tabac par le bandit, non sans avoir défendu (vaillamment et verbalement) la liberté de la presse. Stoddard, pour qui c'en est trop, refuse de quitter la ville comme tous l'y engagent. Il prend son arme et sort dans la rue pour attendre Valance. Ce dernier sort et, après un tir d'intimidation, blesse Stoddard au bras droit. Stoddard ramasse l'arme de la main gauche pendant que Valance le met en joue. Les deux hommes semblent tirer en même temps et Valance s'écroule, mort. En réalité Valance a été tué par Doniphon qui s'était dissimulé dans la pénombre avec sa carabine pour assister au duel sachant que Stoddard n'avait aucune chance face à Valance. Stoddard, ahuri de se retrouver en vie, retourne vers Hallie qui le soigne avec amour. Doniphon voyant la scène, découvre le penchant de la jeune fille pour Stoddard et voit s'écrouler son projet de mariage. Il s'enivre, met le feu  à la maison qu'il bâtissait pour Hallie et lui puis s'écroule ivre-mort à l'intérieur, laissant les flammes le gagner. Il est sauvé in extremis par Pompey, son tout dévoué et clairvoyant domestique noir.
Peabody et Stoddard se rendent à la convention où "l'homme qui a tué Liberty Valance" est perçu comme un héros. Peabody le propose comme candidat pour représenter le parti pro-Union à Washington, mais Stoddard, écœuré, s'apprête à retourner dans l'est. Doniphon l'arrête alors et lui révèle le secret de celui ayant réellement tué Liberty Valance et convainc Stoddard de garder ce secret pour se représenter et de se faire élire sur cette gloire.

Arrivés au terme de ce récit, les journalistes qui l'écoutent décident finalement de ne pas faire paraître l’article. L'histoire véritable de Tom Doniphon restera donc cachée pour toujours afin de préserver la légende : 

« On est dans l'Ouest, ici. Quand la légende dépasse la réalité, alors on publie la légende ! »

Tandis que le vieux couple quitte la petite cité pour retourner à Washington tout en songeant à revenir vivre dans l'Ouest, le chef du train lui annonce qu'on vient d'arranger les correspondances spécialement pour eux : 

« Rien n'est trop beau pour l'homme qui a tué Liberty Valance ! »

## Fiche technique
- Titre original : The Man Who Shot Liberty Valance
- Titre français : L'Homme qui tua Liberty Valance
- Réalisation : John Ford
- Scénario : James Warner Bellah (en) et Willis Goldbeck d'après l'histoire de Dorothy M. Johnson
- Musique : Cyril J. Mockridge
- Photographie : William H. Clothier
- Direction artistique : Hal Pereira, Eddie Imazu
- Décors : Darrell Silvera, Samuel M. Comer
- Costumes : Edith Head
- Production : Willis Goldbeck
- Sociétés de production : Paramount Pictures, John Ford Productions
- Pays de production :  États-Unis
- Langue originale : anglais
- Format : noir et blanc - 1,66:1 - 35 mm - mono
- Genre : western
- Durée : 
  - 119 min[2] (version États-Unis, DVD)
  - 113 min[2] (version France, Allemagne)
- Dates de sortie : 
  - États-Unis : 22 avril 1962
  - France : 3 octobre 1962
- Date de sortie en vidéo :
  - France : 27 mai 2012 (réédition en DVD et Blu-Ray)[3]
- Affiche : Boris Grinsson (France)

## Distribution
Légende : Doublage original (1962) / Second doublage (2012)
- John Wayne (VF : Raymond Loyer / Marc Alfos) : Tom Doniphon
- James Stewart (VF : Roger Tréville / Serge Faliu) : Ransom Stoddard
- Vera Miles (VF : Nadine Alari / Julie Turin) : Hallie (Alice en VF) Stoddard
- Lee Marvin (VF : Claude Bertrand / Thierry Kazazian) : Liberty Valance
- Edmond O'Brien (VF : Jean-Henri Chambois) : Dutton Peabody
- Andy Devine (VF : Robert Dalban) : Marshall Link Appleyard
- Ken Murray (VF : Richard Francœur) : Doc Willoughby
- John Carradine (VF : Louis Arbessier) : Cassius Starbuckle
- Jeanette Nolan (VF : Françoise Fechter) : Nora Ericson
- John Qualen (VF : Henry Charrett) : Peter Ericson
- Willis Bouchey (VF : Jean Violette) : Jason Tully
- Carleton Young (VF : Pierre Leproux) : Maxwell Scott
- Woody Strode (VF : Georges Aminel) : Pompey
- Denver Pyle (VF : Albert Montigny) : Amos Carruthers
- Strother Martin : Floyd
- Lee Van Cleef (VF : Michel Gatineau) : Reese, complice de Valance
- Robert F. Simon (VF : Lucien Bryonne) : Jack/Handy Strong
- O.Z. Whitehead : Herbert Carruthers
- Paul Birch : le maire Winder
- Shug Fisher (en) (VF : Jean Daurand) : Kaintuck, le bègue
- Earle Hodgins (VF : Paul Ville) : Clute Dumphries
- Anna Lee : Mme Prescott, la veuve
- Ted Mapes (en) (VF : Pierre Collet) : Highpockets, ami du bègue
- Charles Seel (en) (VF : Jean Berton) : Président du conseil électoral

Acteurs non-crédités :
- Robert Donner : rôle non spécifié
- William Henry : un joueur
- Joseph Hoover (en) (VF : Jacques Torrens) : Charlie Hasbrouck, Reporter pour The Star
- Eva Novak : une villageoise
- Jack Pennick (VF : Jean Michaud) : le tenancier du saloon
- Blackie Whiteford : un citadin

## Production
Le film est inspiré de la nouvelle de seize pages L'homme qui tua Liberty Valance de Dorothy Marie Johnson. Cette nouvelle est disponible en français au sein d'un recueil intitulé Contrée Indienne.
La région où le film se déroule n'est pas dévoilée. On pourrait penser au Wyoming où, tout comme dans le film, des affrontements appelés guerre du comté de Johnson se sont déroulés entre la fin des années 1880 et le début des années 1890 entre des grands éleveurs (qui souhaitaient majoritairement la préservation du statu quo, du Wyoming en tant que territoire) et des petits colons. mais la présence de cactus dans le film oblige à envisager un futur Etat du sud-ouest.
John Ford acheta les droits de la nouvelle, et il confia à Willis Goldbeck et James Warner Bellah la tâche de rédiger le scénario du film à partir de celle-ci. John Ford s’est adressé ensuite à la compagnie Paramount, avec laquelle John Wayne venait de signer un contrat ; John Ford s’engagea personnellement pour la moitié du budget, et l’accord fut donné au bout de cinq mois.
Le tournage du film a été effectué durant l'année 1961. Il sera distribué en salles dès avril 1962.
Lee Marvin a été choisi pour interpréter le personnage de Liberty Valance dans ce film, et cet acteur jouera une nouvelle fois pour John Ford l’année suivante dans le film La Taverne de l’Irlandais, encore une fois aux côtés de John Wayne. Initialement, c’était Ward Bond qui devait jouer le rôle de Liberty Valance. Il était un ami proche de John Ford mais il est malheureusement mort peu avant le début du tournage.
John Ford considérait que la musique de Gene Pitney, The Man Who Shot Liberty Valance, était trop moderne pour être utilisée en tant que générique d'ouverture d'un film qui se déroule lors de la fin du XIXe siècle. Il fut donc décidé qu'elle ne serait pas utilisée. De plus, le réalisateur a introduit la bande originale d'une de ses précédentes œuvres (Vers sa destinée) au sein de ce film, lorsque Vera Miles se rapproche de la maison brûlée au début de l'histoire.

## Analyse
L'Homme qui tua Liberty Valance est l'avant-dernier western de John Ford. Le film a, selon Jacques Lourcelles, valeur de testament de l'auteur dans ce domaine. C'est pourquoi le film baigne dans une mélancolie, voire une amertume, renforcée par le caractère statique de l'action. Le film, fortement symbolique, présente un scénario original et complexe, propice à l'analyse. On en donne ici quelques éléments saillants.

### Un combat à trois
Le combat au cours duquel Liberty Valance est tué comporte en fait trois protagonistes : Stoddard, Valance et Doniphon (aidé par Pompey). Le duel final entre Stoddard et Valance est atypique, car totalement déséquilibré : son issue semble fixée d'avance. Pour le souligner, le tablier de « laveur de vaisselle » que porte Stoddard. Pourtant, de la main gauche, Stoddard parvient à tuer Valance, du moins le croit-on. Mais un flash-back (dans le flash-back qu'est l'histoire elle-même) vient corriger cette première version : c'est Doniphon, tapi dans l'ombre, qui a tué Valance.
Car, dans L'homme qui tua Liberty Valance, il n'y a pas un mais deux « bons » en face du « méchant ». L'opposition classique entre le voyou individualiste et sanguinaire et le héros individualiste et honnête est biaisée par l'apparition d'un troisième personnage, anti-individualiste et honnête. Et la vraie opposition du film se situe entre les deux bons, Stoddard et Doniphon.

### Le processus de civilisation
Le film propose une description métaphorique du processus de civilisation : Tom Doniphon représente la loi de l'Ouest, Ransom Stoddard représente la légalité, le premier s'efface au profit du second. Plus précisément, Valance représente le règne de la force, Stoddard l'établissement de la loi et Doniphon la nécessité de la force pour établir la loi. C'est dire que ni Stoddard ni Doniphon ne se suffisent à eux-mêmes dans l'accomplissement du processus historique. Stoddard succède à Doniphon grâce à son duel contre Valance, duel auquel Doniphon a participé de manière essentielle mais qui reste cachée.
Les personnages secondaires eux aussi ont un fort rôle symbolique. Hallie, fiancée de Tom, évolue progressivement vers Ransom, qui lui apprend à lire, qu'elle admire et finira par épouser. Son chemin symbolise en fait celui d'une société qui passe de la force au droit, d'un territoire « ouvert » qui devient un État policé. Gamble met en lumière le rôle de la presse qui participe à la création de l'État en prenant le parti des faibles contre la puissance de la violence et de l'argent. Le journaliste Peabody, battu et laissé pour mort parce qu'il a osé se dresser face à Valance, fait ensuite la campagne et assure la victoire électorale de Stoddard. Dutton Peabody incarne l'arrivée du « quatrième pouvoir », celui de la presse, qui achève la transition vers la modernité américaine.
Mais le travail de Ford ne se résume pas à un jeu de symboles. Le film est un testament car, comme le note Lourcelles, le réalisateur y met en scène deux des principaux types d'hommes de son œuvre : l'homme d'action solitaire et le citoyen responsable au service de la communauté. C'est la structure en flash-back qui permet de faire cohabiter ces deux types de personnages qui représentent deux étapes successives de l'histoire américaine.

### La réalité et la légende
La carrière de Stoddard, homme épris de justice, est fondée sur une imposture : l'homme qui a tué Liberty Valance, ce n'est pas lui mais Doniphon. Le personnage du journaliste de 1910 prend clairement le parti de la légende : « On est dans l'Ouest, ici. Quand la légende dépasse la réalité, alors on publie la légende ! »
Le final du film refuse, au nom de la légende, de réhabiliter Doniphon : le mythe américain, pour se construire, a plus besoin de croire en la victoire du juriste qu'en celle du cow-boy.[réf. souhaitée]
Pourtant Ford, quant à lui, montre les faits bruts « et » la légende, sans privilégier l'un par rapport à l'autre au moyen d'un paradoxe (cf Jacques Lourcelles) qui est au cœur du film : la vraie légende, « pour les spectateurs du film », est portée par Doniphon, l'homme qui a vraiment tué Valance, alors que « pour les personnages du film », c'est Stoddard, l'homme qui a tué Liberty Valance, qui est une légende, alors qu'il n'a pas tué Valance. La vérité et la légende sont donc liées.
L'histoire de l'Ouest apparaît finalement comme le total de la vérité et de la légende. L'Ouest est totalement intégré à sa légende.

### Le classicisme Fordien
Ce film comporte les principales caractéristiques des films dit "Fordiens", soit de l'humour, un héros malgré lui, la justice sous toutes ses formes, un paradoxe et de la nostalgie.
Selon Barthélemy Amengual, on retrouve dans L'Homme qui tua Liberty Valance les principales caractéristiques du western : " la comédie civique et unanimiste, le journalisme et le droit facteurs des progrès de la justice, le naïf beaucoup plus fort qu’on ne croit l’éternel Monsieur Smith de la comédie sophistiquée."
Le film paraît également très réaliste, et très simple par sa mise en scène. Le tournage a été réalisé entièrement en studio, et le film se passe majoritairement dans deux pièces d'un saloon : une cuisine et un restaurant. Il est en noir et blanc alors que des films en couleurs étaient déjà majoritaires aux États-Unis.
A travers ses personnages John Ford a voulu représenter trois différents types de justice. Ainsi Tom Doniphon par sa force incarne le respect mais pas la justice au sens de la loi. " Mais l’équilibre est chez lui parfait : les méchants le respectent.". Ramson Stoddard incarne la loi mais n'est pas pour autant respecté. Et Dutton Peabody qui représente le journaliste et donc la justice par la parole sans la force au sens physique :"c’est encore la justice, sans la force, qui s’affirme, mais seulement dans le bavardage, la rhétorique et l’éloquence des ivrognes."
Pour Jean-François Rauger, la scène du duel, qui semble au premier abord classique, renferme en fait le principal élément du film : "une infamie inavouée (Valance abattu de côté par celui qui aurait voulu le défier face à face) qui est aussi la fin d'un pacte, tant moral qu'esthétique.".

## Scènes supplémentaires
Lors de sa sortie en France, le film fut amputé de quelques passages par rapport à la version américaine.
- Lors de son premier cours, Ransom interroge certains élèves sur l'histoire des États-Unis. Nora fait un exposé rapide sur les origines du pays tandis que Pompey tente de réciter la déclaration d'indépendance écrite par Thomas Jefferson.
- Durant ce même cours, Ransom cite l'article rédigé par Peabody, sur les fermiers menacés d'expulsion par les riches propriétaires, afin de mettre en garde ses élèves sur leur avenir.
- Après avoir imprimé la première page mentionnant la défaite de Liberty Valance aux élections, Peabody se parle à lui-même sous le coup de la peur et tente de se consoler dans l'alcool.
- Lors de l'Assemblée électorale, Peabody affirme s'opposer au discours du major Starbuckle en rappelant que ce sont les éleveurs qui ont chassé les indiens de leurs terres par les armes.

Le film est présenté en version intégrale à sa sortie en DVD en 2002. La version française d'origine est conservée et les suppléments sont en VO sous-titrée. À sa sortie en Blu-ray en 2012, le film a été entièrement redoublé afin d'y inclure les rajouts. Le comédien Marc Alfos, qui double John Wayne dans cette nouvelle version, est mort peu après.

## Accueil critique
Ce fameux western sorti dans les salles américaines en 1962 fut plutôt mal accueilli par la critique qui le voyait comme trop « fantaisiste », pas assez « convaincant » (Variety), « désuet » et « bavard » (The New York Times). The New York Times alla jusqu’à le comparer à une parodie non intentionnelle « des meilleures œuvres de M. Ford ».
La critique française fut bien plus positive lorsque cette production arriva dans les salles en France.  Le classicisme du film est ce qui marqua le plus les téléspectateurs, comme l'affirme Henry Chapier dans Combat, quand il en parle comme « une fable morale dont les ressorts dramatiques n’ont rien à envier à une tragédie à l’antique ». Dans Arts, Jean-Louis Bory met en avant un « excellent scénario joliment doux-amer ». Dans Le Figaro, Louis Chauvet fait l'éloge de ce qu'il décrit comme « un beau film, plein d’élans oratoires, de méditation et d’action ». Dans Télérama, Gilbert Salachas parle d'un équilibre « presque parfait » entre « les touches d’émotion et le sens de l’humour ». Enfin, dans Les Cahiers du cinéma, Claude-Jean Philippe insiste sur la dimension internationale du film.
Malgré toutes ces bonnes critiques, L’Homme qui tua Liberty Valance fit également face à la déception de certains journalistes. Yvonne Baby évoqua dans Le Monde la souffrance que cela devait être pour un tel film « d'être comparé à La Chevauchée fantastique, dont il n’a ni le lyrisme ni le style inspiré ». Marcel Martin, dans Les Lettres françaises, exprima sa désolation face à un film de « cinéma appliqué, anonyme et froid », selon lui « l’apothéose de la mécanique ».
Pour Xavier Jamet, le film est « un portrait crépusculaire des États-Unis », ce n’est donc pas un hasard qu’une bonne moitié du film se déroule de nuit. En effet, l’Ouest que John Ford avait l’habitude de nous présenter vit, entre autres, ses derniers instants : les colts sont remplacés par des livres de droit, les diligences par le chemin de fer, et les shérifs par des hommes de loi. Il précise que le cinéaste nous convie à la naissance d’un pays mais également à celle de son histoire, et « à la mort d’une certaine idée de l’Ouest, du western et de son cinéma ».
John Ford nous invite à une certaine vision mélancolique et amère de l’histoire à travers le personnage de Stoddard qui n’a pas tué Liberty Valance, mais qui en recevra tous les bénéfices (carrière politique de premier plan et une vie familiale bien remplie). Tandis que Doniphon, celui qui tua réellement Liberty Valance, mourra ignoré de tous en «poor lonesome cowboy», ignoré « par la grande Histoire » mais qui en plus de ça ne pourra jamais déclarer son amour à la femme qu'il a toujours aimée, qui est la femme de Stoddard. John Ford veut donc montrer que les héros ne sont pas toujours ceux que l’on croit. Même Stoddard prend conscience que toute sa vie est construite sur un mensonge et une légende s'est construite autour de sa carrière due à une certaine ironie de l’existence.
Toujours selon Xavier Jamet, nous sommes loin d’un western lambda ou ordinaire, de par le scénario d'une richesse remarquable, qui constitue une excellente métaphore sur l’illusion et s’autorise une réflexion sur l’Histoire des États-Unis approfondie et d’une rare intensité. Mais le film est aussi « une variation sur le melting pot », mis en avant notamment par « une scène d’éducation civique simple et émouvante regroupant des restaurateurs suédois, cinq ou six enfants mexicains et un métayer noir autour de la Constitution américaine ».

## Conservation
En 2007, le film est sélectionné par le National Film Registry de la Bibliothèque du Congrès américain pour y être conservé, en raison de son intérêt « culturel, historique ou esthétique ».[réf. souhaitée]